# Pandemia di COVID-19 in Cile
Il primo caso della pandemia di COVID-19 in Cile è stato confermato il 3 marzo 2020.

## Antefatti
Il 12 gennaio 2020, l'Organizzazione mondiale della sanità (OMS) ha confermato che un nuovo coronavirus era la causa di una nuova infezione polmonare che aveva colpito diversi abitanti della città di Wuhan, nella provincia cinese dell'Hubei, il cui caso era stato portato all'attenzione dell'OMS il 31 dicembre 2019.
Sebbene nel tempo il tasso di mortalità del COVID-19 si sia rivelato decisamente più basso di quello dell'epidemia di SARS che aveva imperversato nel 2003, la trasmissione del virus SARS-CoV-2, alla base del COVID-19, è risultata essere molto più ampia di quella del precedente virus del 2003, ed ha portato a un numero totale di morti molto più elevato.
Il 5 maggio 2023, l'Organizzazione mondiale della sanità dichiara ufficialmente la fine della pandemia.

## Andamento dei contagi
| Data                                                                                   | Data       |  | Numero di casi  | Numero di morti |
| -------------------------------------------------------------------------------------- | ---------- |  | --------------- | --------------- |
| 03-03-2020                                                                             | 03-03-2020 |  | 1(N.D.)         | 0(N.D.)         |
| 04-03-2020                                                                             | 04-03-2020 |  | 3(+200%)        | 0(N.D.)         |
| 05-03-2020                                                                             | 05-03-2020 |  | 4(+33%)         | 0(N.D.)         |
| 06-03-2020                                                                             | 06-03-2020 |  | 5(+25%)         | 0(N.D.)         |
| 07-03-2020                                                                             | 07-03-2020 |  | 7(+40%)         | 0(N.D.)         |
| 08-03-2020                                                                             | 08-03-2020 |  | 10(+43%)        | 0(N.D.)         |
| 09-03-2020                                                                             | 09-03-2020 |  | 15(+50%)        | 0(N.D.)         |
| 10-03-2020                                                                             | 10-03-2020 |  | 17(+13%)        | 0(N.D.)         |
| 11-03-2020                                                                             | 11-03-2020 |  | 23(+35%)        | 0(N.D.)         |
| 12-03-2020                                                                             | 12-03-2020 |  | 33(+43%)        | 0(N.D.)         |
| 13-03-2020                                                                             | 13-03-2020 |  | 43(+30%)        | 0(N.D.)         |
| 14-03-2020                                                                             | 14-03-2020 |  | 61(+42%)        | 0(N.D.)         |
| 15-03-2020                                                                             | 15-03-2020 |  | 75(+23%)        | 0(N.D.)         |
| 16-03-2020                                                                             | 16-03-2020 |  | 156(+108%)      | 0(N.D.)         |
| 17-03-2020                                                                             | 17-03-2020 |  | 201(+29%)       | 0(N.D.)         |
| 18-03-2020                                                                             | 18-03-2020 |  | 238(+18%)       | 0(N.D.)         |
| 19-03-2020                                                                             | 19-03-2020 |  | 342(+44%)       | 0(N.D.)         |
| 20-03-2020                                                                             | 20-03-2020 |  | 434(+27%)       | 0(N.D.)         |
| 21-03-2020                                                                             | 21-03-2020 |  | 537(+24%)       | 1(N.D.)         |
| 22-03-2020                                                                             | 22-03-2020 |  | 632(+18%)       | 1(=)            |
| 23-03-2020                                                                             | 23-03-2020 |  | 746(+18%)       | 2(+100%)        |
| 24-03-2020                                                                             | 24-03-2020 |  | 922(+24%)       | 2(=)            |
| 25-03-2020                                                                             | 25-03-2020 |  | 1 142(+24%)     | 3(+50%)         |
| 26-03-2020                                                                             | 26-03-2020 |  | 1 306(+14%)     | 4(+33%)         |
| 27-03-2020                                                                             | 27-03-2020 |  | 1 610(+23%)     | 5(+25%)         |
| 28-03-2020                                                                             | 28-03-2020 |  | 1 909(+19%)     | 6(+20%)         |
| 29-03-2020                                                                             | 29-03-2020 |  | 2 139(+12%)     | 7(+17%)         |
| 30-03-2020                                                                             | 30-03-2020 |  | 2 449(+14%)     | 8(+14%)         |
| 31-03-2020                                                                             | 31-03-2020 |  | 2 738(+12%)     | 12(+50%)        |
| 01-04-2020                                                                             | 01-04-2020 |  | 3 031(+11%)     | 16(+33%)        |
| 02-04-2020                                                                             | 02-04-2020 |  | 3 404(+12%)     | 18(+12%)        |
| 03-04-2020                                                                             | 03-04-2020 |  | 3 737(+9,8%)    | 22(+22%)        |
| 04-04-2020                                                                             | 04-04-2020 |  | 4 161(+11%)     | 27(+23%)        |
| 05-04-2020                                                                             | 05-04-2020 |  | 4 471(+7,5%)    | 34(+26%)        |
| 06-04-2020                                                                             | 06-04-2020 |  | 4 815(+7,7%)    | 37(+8,8%)       |
| 07-04-2020                                                                             | 07-04-2020 |  | 5 116(+6,3%)    | 43(+16%)        |
| 08-04-2020                                                                             | 08-04-2020 |  | 5 546(+8,4%)    | 48(+12%)        |
| 09-04-2020                                                                             | 09-04-2020 |  | 5 972(+7,7%)    | 57(+19%)        |
| 10-04-2020                                                                             | 10-04-2020 |  | 6 501(+8,9%)    | 65(+14%)        |
| 11-04-2020                                                                             | 11-04-2020 |  | 6 927(+6,6%)    | 73(+12%)        |
| 12-04-2020                                                                             | 12-04-2020 |  | 7 213(+4,1%)    | 80(+9,6%)       |
| 13-04-2020                                                                             | 13-04-2020 |  | 7 525(+4,3%)    | 82(+2,5%)       |
| 14-04-2020                                                                             | 14-04-2020 |  | 7 917(+5,2%)    | 92(+12%)        |
| 15-04-2020                                                                             | 15-04-2020 |  | 8 273(+4,5%)    | 94(+2,2%)       |
| 16-04-2020                                                                             | 16-04-2020 |  | 8 807(+6,5%)    | 105(+12%)       |
| 17-04-2020                                                                             | 17-04-2020 |  | 9 252(+5,1%)    | 116(+10%)       |
| 18-04-2020                                                                             | 18-04-2020 |  | 9 730(+5,2%)    | 126(+8,6%)      |
| 19-04-2020                                                                             | 19-04-2020 |  | 10 088(+3,7%)   | 133(+5,6%)      |
| 20-04-2020                                                                             | 20-04-2020 |  | 10 507(+4,2%)   | 139(+4,5%)      |
| 21-04-2020                                                                             | 21-04-2020 |  | 10 832(+3,1%)   | 147(+5,8%)      |
| 22-04-2020                                                                             | 22-04-2020 |  | 11 296(+4,3%)   | 160(+8,8%)      |
| 23-04-2020                                                                             | 23-04-2020 |  | 11 812(+4,6%)   | 168(+5%)        |
| 24-04-2020                                                                             | 24-04-2020 |  | 12 306(+4,2%)   | 174(+3,6%)      |
| 25-04-2020                                                                             | 25-04-2020 |  | 12 858(+4,5%)   | 181(+4%)        |
| 26-04-2020                                                                             | 26-04-2020 |  | 13 331(+3,7%)   | 189(+4,4%)      |
| 27-04-2020                                                                             | 27-04-2020 |  | 13 813(+3,6%)   | 198(+4,8%)      |
| 28-04-2020                                                                             | 28-04-2020 |  | 14 365(+4%)     | 207(+4,5%)      |
| 29-04-2020                                                                             | 29-04-2020 |  | 15 135(+5,4%)   | 216(+4,3%)      |
| 30-04-2020                                                                             | 30-04-2020 |  | 16 023(+5,9%)   | 227(+5,1%)      |
| 01-05-2020                                                                             | 01-05-2020 |  | 17 008(+6,1%)   | 234(+3,1%)      |
| 02-05-2020                                                                             | 02-05-2020 |  | 18 435(+8,4%)   | 247(+5,6%)      |
| 03-05-2020                                                                             | 03-05-2020 |  | 19 663(+6,7%)   | 260(+5,3%)      |
| 04-05-2020                                                                             | 04-05-2020 |  | 20 643(+5%)     | 270(+3,8%)      |
| 05-05-2020                                                                             | 05-05-2020 |  | 22 016(+6,7%)   | 275(+1,9%)      |
| 06-05-2020                                                                             | 06-05-2020 |  | 23 048(+4,7%)   | 281(+2,2%)      |
| 07-05-2020                                                                             | 07-05-2020 |  | 24 581(+6,7%)   | 285(+1,4%)      |
| 08-05-2020                                                                             | 08-05-2020 |  | 25 972(+5,7%)   | 294(+3,2%)      |
| 09-05-2020                                                                             | 09-05-2020 |  | 27 219(+4,8%)   | 304(+3,4%)      |
| 10-05-2020                                                                             | 10-05-2020 |  | 28 866(+6,1%)   | 312(+2,6%)      |
| 11-05-2020                                                                             | 11-05-2020 |  | 30 063(+4,1%)   | 323(+3,5%)      |
| 12-05-2020                                                                             | 12-05-2020 |  | 31 721(+5,5%)   | 335(+3,7%)      |
| 13-05-2020                                                                             | 13-05-2020 |  | 34 381(+8,4%)   | 346(+3,3%)      |
| 14-05-2020                                                                             | 14-05-2020 |  | 37 040(+7,7%)   | 368(+6,4%)      |
| 15-05-2020                                                                             | 15-05-2020 |  | 39 542(+6,8%)   | 394(+7,1%)      |
| 16-05-2020                                                                             | 16-05-2020 |  | 41 428(+4,8%)   | 421(+6,9%)      |
| 17-05-2020                                                                             | 17-05-2020 |  | 43 781(+5,7%)   | 450(+6,9%)      |
| 18-05-2020                                                                             | 18-05-2020 |  | 46 059(+5,2%)   | 478(+6,2%)      |
| 19-05-2020                                                                             | 19-05-2020 |  | 49 579(+7,6%)   | 509(+6,5%)      |
| 20-05-2020                                                                             | 20-05-2020 |  | 53 617(+8,1%)   | 544(+6,9%)      |
| 21-05-2020                                                                             | 21-05-2020 |  | 57 581(+7,4%)   | 589(+8,3%)      |
| 22-05-2020                                                                             | 22-05-2020 |  | 61 857(+7,4%)   | 630(+7%)        |
| 23-05-2020                                                                             | 23-05-2020 |  | 65 393(+5,7%)   | 673(+6,8%)      |
| 24-05-2020                                                                             | 24-05-2020 |  | 69 102(+5,7%)   | 718(+6,7%)      |
| 25-05-2020                                                                             | 25-05-2020 |  | 73 997(+7,1%)   | 761(+6%)        |
| 26-05-2020                                                                             | 26-05-2020 |  | 77 961(+5,4%)   | 806(+5,9%)      |
| 27-05-2020                                                                             | 27-05-2020 |  | 82 289(+5,6%)   | 841(+4,3%)      |
| 28-05-2020                                                                             | 28-05-2020 |  | 86 943(+5,7%)   | 890(+5,8%)      |
| 29-05-2020                                                                             | 29-05-2020 |  | 90 638(+4,2%)   | 944(+6,1%)      |
| 30-05-2020                                                                             | 30-05-2020 |  | 94 858(+4,7%)   | 997(+5,6%)      |
| 31-05-2020                                                                             | 31-05-2020 |  | 99 688(+5,1%)   | 1 054(+5,7%)    |
| 01-06-2020                                                                             | 01-06-2020 |  | 105 159(+5,5%)  | 1 113(+5,6%)    |
| 02-06-2020                                                                             | 02-06-2020 |  | 108,686(+3%)    | 1,188(+7%)      |
| 03-06-2020                                                                             | 03-06-2020 |  | 113,628(+5%)    | 1,275(+7%)      |
| 04-06-2020                                                                             | 04-06-2020 |  | 118,292(+4%)    | 1,356(+6%)      |
| 05-06-2020                                                                             | 05-06-2020 |  | 122,499(+4%)    | 1,448(+7%)      |
| 06-06-2020                                                                             | 06-06-2020 |  | 127,745(+4%)    | 1,541(+6%)      |
| 07-06-2020                                                                             | 07-06-2020 |  | 134,150(+5%)    | 2,190(+42%)     |
| 08-06-2020                                                                             | 08-06-2020 |  | 138,846(+4%)    | 2,264(+3%)      |
| 09-06-2020                                                                             | 09-06-2020 |  | 142,759(+3%)    | 2,283(+1%)      |
| 10-06-2020                                                                             | 10-06-2020 |  | 148,496(+4%)    | 2,475(+8%)      |
| 11-06-2020                                                                             | 11-06-2020 |  | 154,092(+4%)    | 2,648(+7%)      |
| 12-06-2020                                                                             | 12-06-2020 |  | 160,846(+4%)    | 2,870(+8%)      |
| 13-06-2020                                                                             | 13-06-2020 |  | 167,355(+4%)    | 3,101(+8%)      |
| 14-06-2020                                                                             | 14-06-2020 |  | 174,293(+4%)    | 3,323(+7%)      |
| 15-06-2020                                                                             | 15-06-2020 |  | 179,436(+3%)    | 3,362(+1%)      |
| 16-06-2020                                                                             | 16-06-2020 |  | 184,449(+3%)    | 3,383(+1%)      |
| 17-06-2020                                                                             | 17-06-2020 |  | 220,628(+20%)   | 3,615(+7%)      |
| 18-06-2020                                                                             | 18-06-2020 |  | 225,103(+2%)    | 3,841(+6%)      |
| 19-06-2020                                                                             | 19-06-2020 |  | 231,393(+3%)    | 4,093(+7%)      |
| 20-06-2020                                                                             | 20-06-2020 |  | 236,748(+2%)    | 4,295(+5%)      |
| 21-06-2020                                                                             | 21-06-2020 |  | 242,355(+2%)    | 4,479(+4%)      |
| 22-06-2020                                                                             | 22-06-2020 |  | 246,963(+2%)    | 4,502(+1%)      |
| 23-06-2020                                                                             | 23-06-2020 |  | 250,767(+2%)    | 4,505(+0%)      |
| 24-06-2020                                                                             | 24-06-2020 |  | 254,416(+1%)    | 4,731(+5%)      |
| 25-06-2020                                                                             | 25-06-2020 |  | 259,064(+2%)    | 4,903(+4%)      |
| 26-06-2020                                                                             | 26-06-2020 |  | 263,360(+2%)    | 5,068(+3%)      |
| 27-06-2020                                                                             | 27-06-2020 |  | 267,766(+2%)    | 5,347(+6%)      |
| 28-06-2020                                                                             | 28-06-2020 |  | 271,982(+2%)    | 5,509(+3%)      |
| 29-06-2020                                                                             | 29-06-2020 |  | 275 999(N.D.)   | 5 575(+1,2%)    |
| 30-06-2020                                                                             | 30-06-2020 |  | 279 393(+1,2%)  | 5 688(+2%)      |
| 01-07-2020                                                                             | 01-07-2020 |  | 282 043(+0,95%) | 5 753(+1,1%)    |
| 02-07-2020                                                                             | 02-07-2020 |  | 284 541(+0,89%) | 5 920(+2,9%)    |
| 03-07-2020                                                                             | 03-07-2020 |  | 288 089(+1,2%)  | 6 051(+2,2%)    |
| 04-07-2020                                                                             | 04-07-2020 |  | 291 847(+1,3%)  | 6 192(+2,3%)    |
| 05-07-2020                                                                             | 05-07-2020 |  | 295 532(+1,3%)  | 6 308(+1,9%)    |
| 06-07-2020                                                                             | 06-07-2020 |  | 298 557(+1%)    | 6 384(+1,2%)    |
| 07-07-2020                                                                             | 07-07-2020 |  | 301 019(+0,82%) | 6 434(+0,78%)   |
| 08-07-2020                                                                             | 08-07-2020 |  | 303 083(+0,69%) | 6 573(+2,2%)    |
| 09-07-2020                                                                             | 09-07-2020 |  | 306 216(+1%)    | 6 682(+1,7%)    |
| 10-07-2020                                                                             | 10-07-2020 |  | 309 274(+1%)    | 6 781(+1,5%)    |
| 11-07-2020                                                                             | 11-07-2020 |  | 312 029(+0,89%) | 6 881(+1,5%)    |
| 12-07-2020                                                                             | 12-07-2020 |  | 315 041(+0,97%) | 6 979(+1,4%)    |
| 13-07-2020                                                                             | 13-07-2020 |  | 317 657(+0,83%) | 7 024(+0,64%)   |
| 14-07-2020                                                                             | 14-07-2020 |  | 319 493(+0,58%) | 7 069(+0,64%)   |
| 15-07-2020                                                                             | 15-07-2020 |  | 321 205(+0,54%) | 7 186(+1,7%)    |
| 16-07-2020                                                                             | 16-07-2020 |  | 323 680(+0,77%) | 7 290(+1,4%)    |
| 17-07-2020                                                                             | 17-07-2020 |  | 326,520(+0.88%) | 8,347(+14%)     |
| 18-07-2020                                                                             | 18-07-2020 |  | 328 846(+0,71%) | 8 445(+1,2%)    |
| 19-07-2020                                                                             | 19-07-2020 |  | 330 930(+0,63%) | 8 503(+0,69%)   |
| 20-07-2020                                                                             | 20-07-2020 |  | 333 029(+0,63%) | 8 633(+1,5%)    |
| 21-07-2020                                                                             | 21-07-2020 |  | 334 683(+0,5%)  | 8 677(+0,51%)   |
| 22-07-2020                                                                             | 22-07-2020 |  | 336 402(+0,51%) | 8 722(+0,52%)   |
| 23-07-2020                                                                             | 23-07-2020 |  | 338 759(+0,7%)  | 8 838(+1,3%)    |
| 24-07-2020                                                                             | 24-07-2020 |  | 341 304(+0,75%) | 8 914(+0,86%)   |
| 25-07-2020                                                                             | 25-07-2020 |  | 343 592(+0,67%) | 9 020(+1,2%)    |
| 26-07-2020                                                                             | 26-07-2020 |  | 345 790(+0,64%) | 9 112(+1%)      |
| 27-07-2020                                                                             | 27-07-2020 |  | 347 923(+0,62%) | 9 187(+0,82%)   |
| 28-07-2020                                                                             | 28-07-2020 |  | 349 800(+0,54%) | 9 240(+0,58%)   |
| 29-07-2020                                                                             | 29-07-2020 |  | 351 575(+0,51%) | 9 278(+0,41%)   |
| 30-07-2020                                                                             | 30-07-2020 |  | 353 536(+0,56%) | 9 377(+1,1%)    |
| 31-07-2020                                                                             | 31-07-2020 |  | 355 667(+0,6%)  | 9 457(+0,85%)   |
| 01-08-2020                                                                             | 01-08-2020 |  | 357 658(+0,56%) | 9 533(+0,8%)    |
| 02-08-2020                                                                             | 02-08-2020 |  | 359 731(+0,58%) | 9 608(+0,79%)   |
| 03-08-2020                                                                             | 03-08-2020 |  | 361 493(+0,49%) | 9 707(+1%)      |
| 04-08-2020                                                                             | 04-08-2020 |  | 362 962(+0,41%) | 9 745(+0,39%)   |
| 05-08-2020                                                                             | 05-08-2020 |  | 364 723(+0,49%) | 9 792(+0,48%)   |
| 06-08-2020                                                                             | 06-08-2020 |  | 366 671(+0,53%) | 9 889(+0,99%)   |
| 07-08-2020                                                                             | 07-08-2020 |  | 368 825(+0,59%) | 9 958(+0,7%)    |
| 08-08-2020                                                                             | 08-08-2020 |  | 371 023(+0,6%)  | 10 011(+0,53%)  |
| 09-08-2020                                                                             | 09-08-2020 |  | 373 056(+0,55%) | 10 077(+0,66%)  |
| 10-08-2020                                                                             | 10-08-2020 |  | 375 044(+0,53%) | 10 139(+0,62%)  |
| 11-08-2020                                                                             | 11-08-2020 |  | 376 616(+0,42%) | 10 178(+0,38%)  |
| 12-08-2020                                                                             | 12-08-2020 |  | 378 168(+0,41%) | 10 205(+0,27%)  |
| 13-08-2020                                                                             | 13-08-2020 |  | 380 034(+0,49%) | 10 299(+0,92%)  |
| 14-08-2020                                                                             | 14-08-2020 |  | 382 111(+0,55%) | 10 340(+0,4%)   |
| 15-08-2020                                                                             | 15-08-2020 |  | 383 902(+0,47%) | 10 395(+0,53%)  |
| 16-08-2020                                                                             | 16-08-2020 |  | 385 946(+0,53%) | 10 452(+0,55%)  |
| 17-08-2020                                                                             | 17-08-2020 |  | 387 502(+0,4%)  | 10 513(+0,58%)  |
| 18-08-2020                                                                             | 18-08-2020 |  | 388 855(+0,35%) | 10 546(+0,31%)  |
| 19-08-2020                                                                             | 19-08-2020 |  | 390 037(+0,3%)  | 10 578(+0,3%)   |
| 20-08-2020                                                                             | 20-08-2020 |  | 391 849(+0,46%) | 10 671(+0,88%)  |
| 21-08-2020                                                                             | 21-08-2020 |  | 393 769(+0,49%) | 10 723(+0,49%)  |
| 22-08-2020                                                                             | 22-08-2020 |  | 395 708(+0,49%) | 10 792(+0,64%)  |
| 23-08-2020                                                                             | 23-08-2020 |  | 397 665(+0,49%) | 10 852(+0,56%)  |
| 24-08-2020                                                                             | 24-08-2020 |  | 399 568(+0,48%) | 10 916(+0,59%)  |
| 25-08-2020                                                                             | 25-08-2020 |  | 400 985(+0,35%) | 10 958(+0,38%)  |
| 26-08-2020                                                                             | 26-08-2020 |  | 402 365(+0,34%) | 10 990(+0,29%)  |
| 27-08-2020                                                                             | 27-08-2020 |  | 404 102(+0,43%) | 11 072(+0,75%)  |
| 28-08-2020                                                                             | 28-08-2020 |  | 405 972(+0,46%) | 11 132(+0,54%)  |
| 29-08-2020                                                                             | 29-08-2020 |  | 408 009(+0,5%)  | 11 181(+0,44%)  |
| 30-08-2020                                                                             | 30-08-2020 |  | 409 974(+0,48%) | 11 244(+0,56%)  |
| 31-08-2020                                                                             | 31-08-2020 |  | 411 726(+0,43%) | 11 289(+0,4%)   |
| 01-09-2020                                                                             | 01-09-2020 |  | 413 145(+0,34%) | 11 321(+0,28%)  |
| 02-09-2020                                                                             | 02-09-2020 |  | 414 739(+0,39%) | 11 344(+0,2%)   |
| 03-09-2020                                                                             | 03-09-2020 |  | 416 501(+0,42%) | 11 422(+0,69%)  |
| 04-09-2020                                                                             | 04-09-2020 |  | 418 469(+0,47%) | 11 494(+0,63%)  |
| 05-09-2020                                                                             | 05-09-2020 |  | 420 434(+0,47%) | 11 551(+0,5%)   |
| 06-09-2020                                                                             | 06-09-2020 |  | 422 510(+0,49%) | 11 592(+0,35%)  |
| 07-09-2020                                                                             | 07-09-2020 |  | 424 274(+0,42%) | 11 652(+0,52%)  |
| 08-09-2020                                                                             | 08-09-2020 |  | 425 541(+0,3%)  | 11 682(+0,26%)  |
| 09-09-2020                                                                             | 09-09-2020 |  | 427 027(+0,35%) | 11 702(+0,17%)  |
| 10-09-2020                                                                             | 10-09-2020 |  | 428 669(+0,38%) | 11 781(+0,68%)  |
| 11-09-2020                                                                             | 11-09-2020 |  | 430 535(+0,44%) | 11 850(+0,59%)  |
| 12-09-2020                                                                             | 12-09-2020 |  | 432 666(+0,49%) | 11 895(+0,38%)  |
| 13-09-2020                                                                             | 13-09-2020 |  | 434 748(+0,48%) | 11 949(+0,45%)  |
| 14-09-2020                                                                             | 14-09-2020 |  | 436 433(+0,39%) | 12 013(+0,54%)  |
| 15-09-2020                                                                             | 15-09-2020 |  | 437 983(+0,36%) | 12 040(+0,22%)  |
| 16-09-2020                                                                             | 16-09-2020 |  | 439 287(+0,3%)  | 12 058(+0,15%)  |
| 17-09-2020                                                                             | 17-09-2020 |  | 441 150(+0,42%) | 12 142(+0,7%)   |
| 18-09-2020                                                                             | 18-09-2020 |  | 442 827(+0,38%) | 12 199(+0,47%)  |
| 19-09-2020                                                                             | 19-09-2020 |  | 444 674(+0,42%) | 12 254(+0,45%)  |
| 20-09-2020                                                                             | 20-09-2020 |  | 446 274(+0,36%) | 12 286(+0,26%)  |
| 21-09-2020                                                                             | 21-09-2020 |  | 447 468(+0,27%) | 12 298(+0,1%)   |
| 22-09-2020                                                                             | 22-09-2020 |  | 448 523(+0,24%) | 12 321(+0,19%)  |
| 23-09-2020                                                                             | 23-09-2020 |  | 449 903(+0,31%) | 12 345(+0,19%)  |
| 24-09-2020                                                                             | 24-09-2020 |  | 451 634(+0,38%) | 12 469(+1%)     |
| 25-09-2020                                                                             | 25-09-2020 |  | 453 868(+0,49%) | 12 527(+0,47%)  |
| 26-09-2020                                                                             | 26-09-2020 |  | 455 979(+0,47%) | 12 591(+0,51%)  |
| 27-09-2020                                                                             | 27-09-2020 |  | 457 901(+0,42%) | 12 641(+0,4%)   |
| 28-09-2020                                                                             | 28-09-2020 |  | 459 671(+0,39%) | 12 698(+0,45%)  |
| 29-09-2020                                                                             | 29-09-2020 |  | 461 300(+0,35%) | 12 725(+0,21%)  |
| 30-09-2020                                                                             | 30-09-2020 |  | 462 991(+0,37%) | 12 741(+0,13%)  |
| 01-10-2020                                                                             | 01-10-2020 |  | 464 750(+0,38%) | 12 822(+0,64%)  |
| 02-10-2020                                                                             | 02-10-2020 |  | 466 590(+0,4%)  | 12 867(+0,35%)  |
| 03-10-2020                                                                             | 03-10-2020 |  | 468 471(+0,4%)  | 12 919(+0,4%)   |
| 04-10-2020                                                                             | 04-10-2020 |  | 470 179(+0,36%) | 12 979(+0,46%)  |
| 05-10-2020                                                                             | 05-10-2020 |  | 471 746(+0,33%) | 13 037(+0,45%)  |
| 06-10-2020                                                                             | 06-10-2020 |  | 473 306(+0,33%) | 13 070(+0,25%)  |
| 07-10-2020                                                                             | 07-10-2020 |  | 474 440(+0,24%) | 13 090(+0,15%)  |
| 08-10-2020                                                                             | 08-10-2020 |  | 476 016(+0,33%) | 13 167(+0,59%)  |
| 09-10-2020                                                                             | 09-10-2020 |  | 477 769(+0,37%) | 13 220(+0,4%)   |
| 10-10-2020                                                                             | 10-10-2020 |  | 479 595(+0,38%) | 13 272(+0,39%)  |
| 11-10-2020                                                                             | 11-10-2020 |  | 481 371(+0,37%) | 13 318(+0,35%)  |
| 12-10-2020                                                                             | 12-10-2020 |  | 482 888(+0,32%) | 13 379(+0,46%)  |
| 13-10-2020                                                                             | 13-10-2020 |  | 484 280(+0,29%) | 13 396(+0,13%)  |
| 14-10-2020                                                                             | 14-10-2020 |  | 485 372(+0,23%) | 13 415(+0,14%)  |
| 15-10-2020                                                                             | 15-10-2020 |  | 486 496(+0,23%) | 13 434(+0,14%)  |
| 16-10-2020                                                                             | 16-10-2020 |  | 488 190(+0,35%) | 13 529(+0,71%)  |
| 17-10-2020                                                                             | 17-10-2020 |  | 490 003(+0,37%) | 13 588(+0,44%)  |
| 18-10-2020                                                                             | 18-10-2020 |  | 491 760(+0,36%) | 13 635(+0,35%)  |
| 19-10-2020                                                                             | 19-10-2020 |  | 493 305(+0,31%) | 13 676(+0,3%)   |
| 20-10-2020                                                                             | 20-10-2020 |  | 494 478(+0,24%) | 13 702(+0,19%)  |
| 21-10-2020                                                                             | 21-10-2020 |  | 495 637(+0,23%) | 13 719(+0,12%)  |
| 22-10-2020                                                                             | 22-10-2020 |  | 497 131(+0,3%)  | 13 792(+0,53%)  |
| 23-10-2020                                                                             | 23-10-2020 |  | 498 906(+0,36%) | 13 844(+0,38%)  |
| 24-10-2020                                                                             | 24-10-2020 |  | 500 542(+0,33%) | 13 892(+0,35%)  |
| 25-10-2020                                                                             | 25-10-2020 |  | 502 063(+0,3%)  | 13 944(+0,37%)  |
| 26-10-2020                                                                             | 26-10-2020 |  | 503 598(+0,31%) | 14 003(+0,42%)  |
| 27-10-2020                                                                             | 27-10-2020 |  | 504 525(+0,18%) | 14 026(+0,16%)  |
| 28-10-2020                                                                             | 28-10-2020 |  | 505 530(+0,2%)  | 14 032(+0,04%)  |
| 29-10-2020                                                                             | 29-10-2020 |  | 507 050(+0,3%)  | 14 118(+0,61%)  |
| 30-10-2020                                                                             | 30-10-2020 |  | 508 571(+0,3%)  | 14 158(+0,28%)  |
| 31-10-2020                                                                             | 31-10-2020 |  | 510 256(+0,33%) | 14 207(+0,35%)  |
| 01-11-2020                                                                             | 01-11-2020 |  | 511 864(+0,32%) | 14 247(+0,28%)  |
| 02-11-2020                                                                             | 02-11-2020 |  | 513 188(+0,26%) | 14 302(+0,39%)  |
| 03-11-2020                                                                             | 03-11-2020 |  | 514 202(+0,2%)  | 14 319(+0,12%)  |
| 04-11-2020                                                                             | 04-11-2020 |  | 515 042(+0,16%) | 14 340(+0,15%)  |
| 05-11-2020                                                                             | 05-11-2020 |  | 516 582(+0,3%)  | 14 404(+0,45%)  |
| 06-11-2020                                                                             | 06-11-2020 |  | 518 390(+0,35%) | 14 450(+0,32%)  |
| 07-11-2020                                                                             | 07-11-2020 |  | 519 977(+0,31%) | 14 499(+0,34%)  |
| 08-11-2020                                                                             | 08-11-2020 |  | 521 558(+0,3%)  | 14 543(+0,3%)   |
| 09-11-2020                                                                             | 09-11-2020 |  | 522 879(+0,25%) | 14 588(+0,31%)  |
| 10-11-2020                                                                             | 10-11-2020 |  | 523 907(+0,2%)  | 14 611(+0,16%)  |
| 11-11-2020                                                                             | 11-11-2020 |  | 524 804(+0,17%) | 14 633(+0,15%)  |
| 12-11-2020                                                                             | 12-11-2020 |  | 526 438(+0,31%) | 14 699(+0,45%)  |
| 13-11-2020                                                                             | 13-11-2020 |  | 528 030(+0,3%)  | 14 738(+0,27%)  |
| 14-11-2020                                                                             | 14-11-2020 |  | 529 676(+0,31%) | 14 777(+0,26%)  |
| 15-11-2020                                                                             | 15-11-2020 |  | 531 273(+0,3%)  | 14 819(+0,28%)  |
| 16-11-2020                                                                             | 16-11-2020 |  | 532 604(+0,25%) | 14 863(+0,3%)   |
| 17-11-2020                                                                             | 17-11-2020 |  | 533 610(+0,19%) | 14 883(+0,13%)  |
| 18-11-2020                                                                             | 18-11-2020 |  | 534 558(+0,18%) | 14 897(+0,09%)  |
| 19-11-2020                                                                             | 19-11-2020 |  | 536 012(+0,27%) | 14 955(+0,39%)  |
| 20-11-2020                                                                             | 20-11-2020 |  | 537 585(+0,29%) | 15 003(+0,32%)  |
| 21-11-2020                                                                             | 21-11-2020 |  | 539 143(+0,29%) | 15 030(+0,18%)  |
| 22-11-2020                                                                             | 22-11-2020 |  | 540 640(+0,28%) | 15 069(+0,26%)  |
| 23-11-2020                                                                             | 23-11-2020 |  | 542 080(+0,27%) | 15 106(+0,25%)  |
| 24-11-2020                                                                             | 24-11-2020 |  | 543 087(+0,19%) | 15 131(+0,17%)  |
| 25-11-2020                                                                             | 25-11-2020 |  | 544 092(+0,19%) | 15 138(+0,05%)  |
| 26-11-2020                                                                             | 26-11-2020 |  | 545 662(+0,29%) | 15 235(+0,64%)  |
| 27-11-2020                                                                             | 27-11-2020 |  | 547 223(+0,29%) | 15 278(+0,28%)  |
| 28-11-2020                                                                             | 28-11-2020 |  | 548 941(+0,31%) | 15 322(+0,29%)  |
| 29-11-2020                                                                             | 29-11-2020 |  | 550 430(+0,27%) | 15 356(+0,22%)  |
| 30-11-2020                                                                             | 30-11-2020 |  | 551 743(+0,24%) | 15 410(+0,35%)  |
| 01-12-2020                                                                             | 01-12-2020 |  | 552 864(+0,2%)  | 15 430(+0,13%)  |
| 02-12-2020                                                                             | 02-12-2020 |  | 553 898(+0,19%) | 15 438(+0,05%)  |
| 03-12-2020                                                                             | 03-12-2020 |  | 555 406(+0,27%) | 15 519(+0,52%)  |
| 04-12-2020                                                                             | 04-12-2020 |  | 557 135(+0,31%) | 15 558(+0,25%)  |
| 05-12-2020                                                                             | 05-12-2020 |  | 558 668(+0,28%) | 15 592(+0,22%)  |
| 06-12-2020                                                                             | 06-12-2020 |  | 560 382(+0,31%) | 15 628(+0,23%)  |
| 07-12-2020                                                                             | 07-12-2020 |  | 562 142(+0,31%) | 15 663(+0,22%)  |
| 08-12-2020                                                                             | 08-12-2020 |  | 563 534(+0,25%) | 15 680(+0,11%)  |
| 09-12-2020                                                                             | 09-12-2020 |  | 564 778(+0,22%) | 15 690(+0,06%)  |
| 10-12-2020                                                                             | 10-12-2020 |  | 566 440(+0,29%) | 15 774(+0,54%)  |
| 11-12-2020                                                                             | 11-12-2020 |  | 567 974(+0,27%) | 15 782(+0,05%)  |
| 12-12-2020                                                                             | 12-12-2020 |  | 569 781(+0,32%) | 15 846(+0,41%)  |
| 13-12-2020                                                                             | 13-12-2020 |  | 571 919(+0,38%) | 15 886(+0,25%)  |
| 14-12-2020                                                                             | 14-12-2020 |  | 573 830(+0,33%) | 15 931(+0,28%)  |
| 15-12-2020                                                                             | 15-12-2020 |  | 575 329(+0,26%) | 15 949(+0,11%)  |
| 16-12-2020                                                                             | 16-12-2020 |  | 576 731(+0,24%) | 15 959(+0,06%)  |
| 17-12-2020                                                                             | 17-12-2020 |  | 578 732(+0,35%) | 16 007(+0,3%)   |
| 18-12-2020                                                                             | 18-12-2020 |  | 581 135(+0,42%) | 16 051(+0,27%)  |
| 19-12-2020                                                                             | 19-12-2020 |  | 583 354(+0,38%) | 16 101(+0,31%)  |
| 20-12-2020                                                                             | 20-12-2020 |  | 585 545(+0,38%) | 16 154(+0,33%)  |
| 21-12-2020                                                                             | 21-12-2020 |  | 587 488(+0,33%) | 16 197(+0,27%)  |
| 22-12-2020                                                                             | 22-12-2020 |  | 589 189(+0,29%) | 16 217(+0,12%)  |
| 23-12-2020                                                                             | 23-12-2020 |  | 590 914(+0,29%) | 16 228(+0,07%)  |
| 24-12-2020                                                                             | 24-12-2020 |  | 593 310(+0,41%) | 16 303(+0,46%)  |
| 25-12-2020                                                                             | 25-12-2020 |  | 595 831(+0,42%) | 16 358(+0,34%)  |
| 26-12-2020                                                                             | 26-12-2020 |  | 598 394(+0,43%) | 16 404(+0,28%)  |
| 27-12-2020                                                                             | 27-12-2020 |  | 600 105(+0,29%) | 16 443(+0,24%)  |
| 28-12-2020                                                                             | 28-12-2020 |  | 602 028(+0,32%) | 16 443(=)       |
| 29-12-2020                                                                             | 29-12-2020 |  | 603 986(+0,33%) | 16 488(+0,27%)  |
| 30-12-2020                                                                             | 30-12-2020 |  | 605 950(+0,33%) | 16 499(+0,07%)  |
| 31-12-2020                                                                             | 31-12-2020 |  | 608 973(+0,5%)  | 16 608(+0,66%)  |
| 01-01-2021                                                                             | 01-01-2021 |  | 612 564(+0,59%) | 16 660(+0,31%)  |
| Fonti: - Ministero della sanità del Cile - Ultimo aggiornamento: 02.01.2021, 18:00 GMT |            |  |                 |                 |

## Cronologia

### Marzo
Il 3 marzo, il Ministero della Salute ha confermato il primo caso di virus in Cile, Il "paziente zero" era un uomo di 33 anni della città di Talca, che aveva contratto il virus durante la sua luna di miele nel sud-est asiatico.
Il 4 marzo, sono stati confermati altri due casi. Si trattava nel primo caso della moglie del primo paziente, mentre nel secondo di una donna di 56 anni che aveva viaggiato attraverso diversi paesi europei, tra cui l'Italia.
Il 7 marzo, il Ministero della Salute ha confermato il primo caso in un minorenne, un ragazzo di 17 anni che aveva viaggiato in Europa con altri pazienti risultati positivi. Inoltre, è stato dichiarato il primo caso a Puerto Montt.
L'8 marzo, sono stati confermati altri 3 casi, tra cui una donna di 83 anni che aveva contratto il virus da un membro della famiglia che era stato a New York. Questa è stata considerata la prima infezione che si è verificata interamente nel suolo cileno.
Il 9 marzo, un bambino di 2 anni è risultato positivo al test, mentre è stato dichiarato il primo caso nella regione di Biobío.
L'11 marzo, il numero di casi nel paese raggiunge quota 23. 14 di loro risiedevano nella regione metropolitana di Santiago, diventando così la prima regione in Cile a superare dieci casi confermati. La maggior parte di essi si trova nei comuni di Las Condes, Vitacura e Lo Barnechea.
Il 13 marzo, il primo istituto di istruzione a Santiago, il Saint George's College ha iniziato un periodo di quarantena, dopo che un insegnante risultò positivo al virus.
Il 14 marzo, sono stati confermati 18 nuovi casi, portando il totale a 61. Sono stati annunciati anche i primi casi in tre regioni: Antofagasta (2 casi), Atacama (1 caso) e Aysén (1 caso), in quest'ultimo caso si trattava di un turista britannico di 83 anni che era a bordo di una nave da crociera sbarcata a Puerto Chacabuco.
Il 16 marzo, sono stati confermati 81 nuovi casi in un solo giorno, portando il totale a 156.
Il 17 marzo, sono stati confermati oltre 20 casi a Chillán. Il virus si era diffuso a causa del contatto interpersonale diretto e indiretto all'interno di una palestra.
Il 19 marzo, sono stati registrati 100 casi in un solo giorno, portando il totale a 342.
Il 21 marzo, il ministro della sanità Jaime Mañalich ha confermato il primo decesso nel paese; si trattava di una donna di 83 anni di Santiago.
Il 22 marzo, il numero di casi segnalati ha raggiunto quota 632. È stato imposto il coprifuoco notturno in tutta la nazione.
Il 24 marzo, è stato segnalato il primo caso nell'isola di Pasqua, nonostante il blocco stabilito il 19 marzo.
Il 25 marzo, il numero di casi ha superato quota 1.000, sono stati registrati 3 decessi.
Il 26 marzo, è stato imposto un coprifuoco totale nei 7 comuni nella regione metropolitana.
Il 27 marzo, è stato imposto un coprifuoco totale nella regione dell'Araucania a causa dell'elevato aumento di nuovi casi.
Il 28 maggio, il governo cileno ha confermato un totale di 86.943 casi, superando il numero di casi ufficiali registrati in Cina. Il numero di decessi ha raggiunto quota 890.

## Isola di Pasqua
Il 19 marzo, il governo locale dell'Isola di Pasqua ha ordinato un blocco dell'isola e ha chiesto alla LATAM Airlines di evacuare tutti i turisti sull'isola.

Posizione dell'Isola di Pasqua

Il 24 marzo, è stato confermato il primo caso nell'isola di Pasqua, seguito da un secondo nei giorni seguenti.
All'inizio di aprile erano stati segnalati 5 casi.
A metà aprile è stato segnalato un sesto caso, tuttavia, il Ministero della salute ha confermato alcuni giorni dopo che il caso era un falso positivo. Tutti i casi sono guariti dopo alcune settimane e da allora non sono stati segnalati nuovi casi.

### Statistiche
| Settimana                | Nuovi casi | Casi totali |
| ------------------------ | ---------- | ----------- |
| 15/03/2020 al 21/03/2020 | 2          | 2           |
| 22/03/2020 al 28/03/2020 | 1          | 3           |
| 29/03/2020 al 04/04/2020 | 2          | 5           |
| 05/04/2020 al 11/04/2020 | 0          | 5           |
| 12/04/2020 al 18/04/2020 | 0          | 5           |

## Misure preventive
La Conferenza mondiale sul rame a Santiago, il più grande raduno annuale di minatori di rame al mondo, prevista tra il 23 e il 27 marzo 2020, è stata annullata il 2 marzo 2020 a causa delle preoccupazioni sui rischi di viaggio associati alla pandemia di coronavirus.
Gli eventi su larga scala come la Lollapalooza Chile (in programma tra il 27 e il 29 marzo 2020) e la XXI Fiera internazionale dell'aria e dello spazio (in programma tra il 31 marzo e il 5 aprile), sono stati preventivamente sospesi.
Il governo cileno dichiarò inizialmente che il referendum nazionale del 26 aprile sarebbe stato sottoposto a misure sanitarie. Tuttavia, il 19 marzo 2020, i legislatori cileni hanno concordato di rinviare il referendum sulla nuova costituzione alla fine di ottobre, poiché i problemi di sicurezza intorno alla pandemia di coronavirus hanno la precedenza sulla politica. Il referendum, originariamente previsto per il 26 aprile 2020, è stato riprogrammato per il 25 ottobre 2020, in seguito all'approvazione formale da parte dei due terzi del congresso il 24 marzo.

## Statistiche
- Aggiornamento al 31 maggio 2020.

| Regione                   | Casi   | Decessi |
| ------------------------- | ------ | ------- |
| Arica e Parinacota        | 619    | 7       |
| Tarapacá                  | 2361   | 21      |
| Antofagasta               | 2510   | 31      |
| Atacama                   | 218    | 0       |
| Coquimbo                  | 628    | 2       |
| Valparaíso                | 3167   | 66      |
| Metropolitana di Santiago | 80504  | 775     |
| O'Higgins                 | 785    | 18      |
| Maule                     | 1297   | 15      |
| Ñuble                     | 1257   | 23      |
| Bío bío                   | 1979   | 11      |
| Araucanía                 | 2071   | 47      |
| Los Ríos                  | 356    | 6       |
| Los Lagos                 | 863    | 13      |
| Aysén                     | 17     | 0       |
| Magallanes                | 1056   | 19      |
| 16 regioni                | 99 688 | 1 054   |